# Ceie
Ceie (węg. Cseje) – wieś w Rumunii, w okręgu Marusza, w gminie Ghindari. W 2011 roku liczyła 46 mieszkańców.